# Marian Nixon
Marian Nixon (ur. 20 października 1904, zm. 13 lutego 1983) – amerykańska aktorka filmowa.

## Filmografia
- 1923: Cupid’s Fireman jako Agnes Evans
- 1925: Jeźdźcy purpurowego stepu jako Bess Ern
- 1929: Rainbow Man jako Mary Lane
- 1933: Najlepszy z wrogów jako Lena Schneider
- 1936: Tango jako Treasure McGuire

## Wyróżnienia
Posiada swoją gwiazdę na Hollywoodzkiej Alei Gwiazd.